# Варавинка
Варавинка — река на территории России, протекает по Холмскому району Новгородской области.

## География и гидрология
Река Варавинка берёт своё начало к северо-западу от деревни Фрюнино, далее она течёт в западном направлении к деревне Лисичкино, где делает изгиб и примерно километр течёт в южном направлении, после чего русло поворачивает в западном направлении. Возле урочища Кульчиха в Варавинку впадает правобережный приток Куль, после впадения которого направление русла изменяется на северо-восточное, ближе к устью в Варавинку впадает левобережный приток Чащивка.
Устье реки Варавинки расположено у деревни Пустыньки, там она с правой стороны впадает в реку Пахомовку, которая ниже этого меняет название на Жеребчаха. Место впадения Варавинки в Жеребчаху находится в 5,9 км от устья последней, общая протяжённость реки Варавинки 12 километров. Через Варавинку в нескольких местах существует брод.

## Данные водного реестра
По данным государственного водного реестра России она относится к Балтийскому бассейновому округу, водохозяйственный участок реки — Ловать и Пола, речной подбассейн реки — Волхов. Относится к речному бассейну реки Нева (включая бассейны рек Онежского и Ладожского озера).
Код объекта в государственном водном реестре — 01040200312102000023162.